# 丰泰诺
丰泰诺（義大利語：Fonteno），是意大利贝加莫省的一个市镇。总面积11平方公里，人口698人，人口密度63.5人/平方公里（2009年）。国家统计（ISTAT）代码为016102。